# Baburnama
Pour les articles homonymes, voir Babur (homonymie).

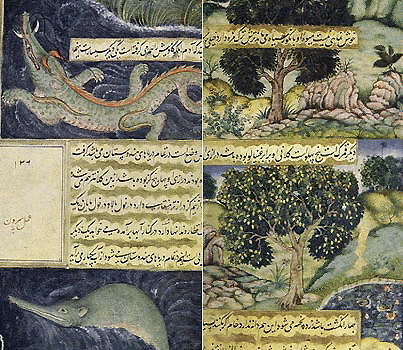
Illustrations du Bāburnāma montrant la faune de l'Asie du Sud.

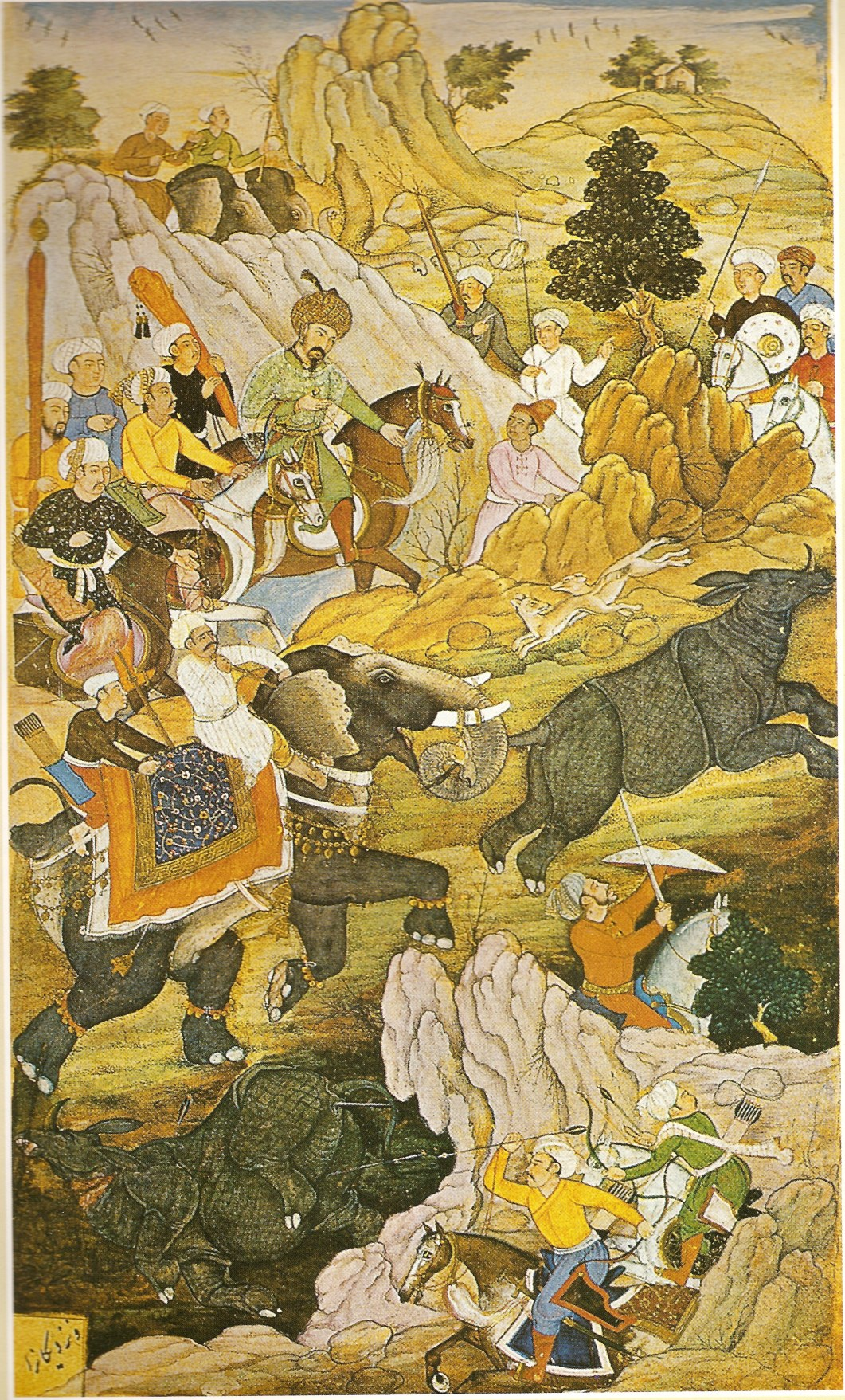
Chasse au rhinocéros. Miniature du Bāburnāma.

Bāburnāma (ou Babournameh ; en tchaghataï/persan : بابر نامہ, littéralement « Livre de Babur » ou « Lettres de Babur »), également connu sous le nom de Tuzk-e Babri, est le nom donné aux Mémoires de Zahîr ud-Din Muhammad dit Babur (1483-1530), fondateur de l'Empire moghol et arrière-arrière-arrière-petit-fils de Tamerlan.
Il s'agit d'une œuvre autobiographique, écrite en tchaghataï, langue connue de Babur sous le nom de « turki » (ce qui signifie turcique) et parlée par les Andijan-Timourides. La prose de Babur est fortement persanisée dans la structure de la phrase, la syntaxe et le vocabulaire, et contient également de nombreuses petites phrases et poèmes en persan. Pendant le règne de l'empereur Akbar, l'œuvre a été entièrement traduite en persan par un courtisan moghol, Abdur Rahim, en 998 (année de l'Hégire, soit 1589-1590).

## Genèse
Babur est un Timouride instruit, et ses observations et commentaires dans ses mémoires reflètent un intérêt pour la nature, la société, la politique et l'économie. Son récit vivant des événements couvre non seulement sa vie, mais l'histoire et la géographie des régions où il vit, de leur flore et de leur faune, ainsi que les personnes avec lesquelles il entre en contact.

## Le livre
Le Baburnama commence par ces mots simples :

« Au cours du mois du ramadan de l'année 899, je devins roi de Fergana à l’âge de douze ans. »

Après une certaine expérience, Babur décrit ses péripéties en tant que souverain mineur d'Asie centrale — dans laquelle il prend et  perd deux fois Samarcande — et son passage à Kaboul en 1504.
Il y a une rupture dans le manuscrit entre 1508 et 1519. À cette dernière date, Babur est installé à Kaboul d'où il lance une invasion dans le nord-ouest de l'Inde. La dernière section du Baburnama couvre les années 1525 à 1529 et la fondation de l'Empire moghol en Inde, que les descendants de Babur gouvernent jusqu'en 1857.
Le Baburnama est également la première référence connue aux conversions de masse des tribus jat à l'islam et le seul texte islamique connu décrivant une conquête islamique dans l'Inde hindoue, fournissant ainsi un bon aperçu de la progression d'un Empire islamique.
Babur écrit aussi sur son pays natal, le Fergana :

« Le domaine de Fergana possède sept districts, cinq au sud et deux au nord du fleuve Syr. Parmi ceux qui sont au sud, un est Andijan. Il occupe une position centrale et est la capitale du domaine de Fergana. »

### Traductions
Le Baburnama est traduit dans pas moins de 25 pays, principalement en Europe centrale, occidentale et en Asie du Sud. Il a été traduit en français par Abel Pavet de Courteille sous le titre de Mémoires de Baber (Zahir-ed-Din-Mohammed), fondateur de la dynastie mongole dans l'Hindoustan en 1871, puis plus tard par Jean-Louis Bacqué-Grammont sous le titre de Le livre de Babur : mémoires de Zahiruddin Muhammad Babur de 1494 à 1529 en 1980.

## Illustrations du manuscrit duBaburnama(mémoires de Babur)
Quatre grands manuscrits enluminés de ce texte sont réalisés à l'époque de l'empereur moghol Akbar, aujourd'hui dispersés dans diverses collection publiques et privées occidentales.

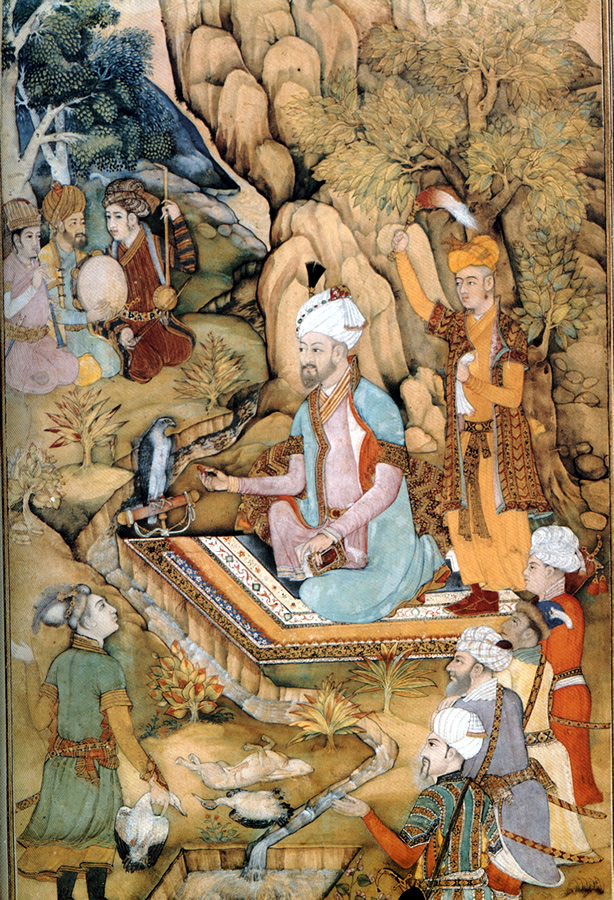
Babur, premier empereur moghol. Miniature vers 1605. Musée d'Art islamique, Berlin.
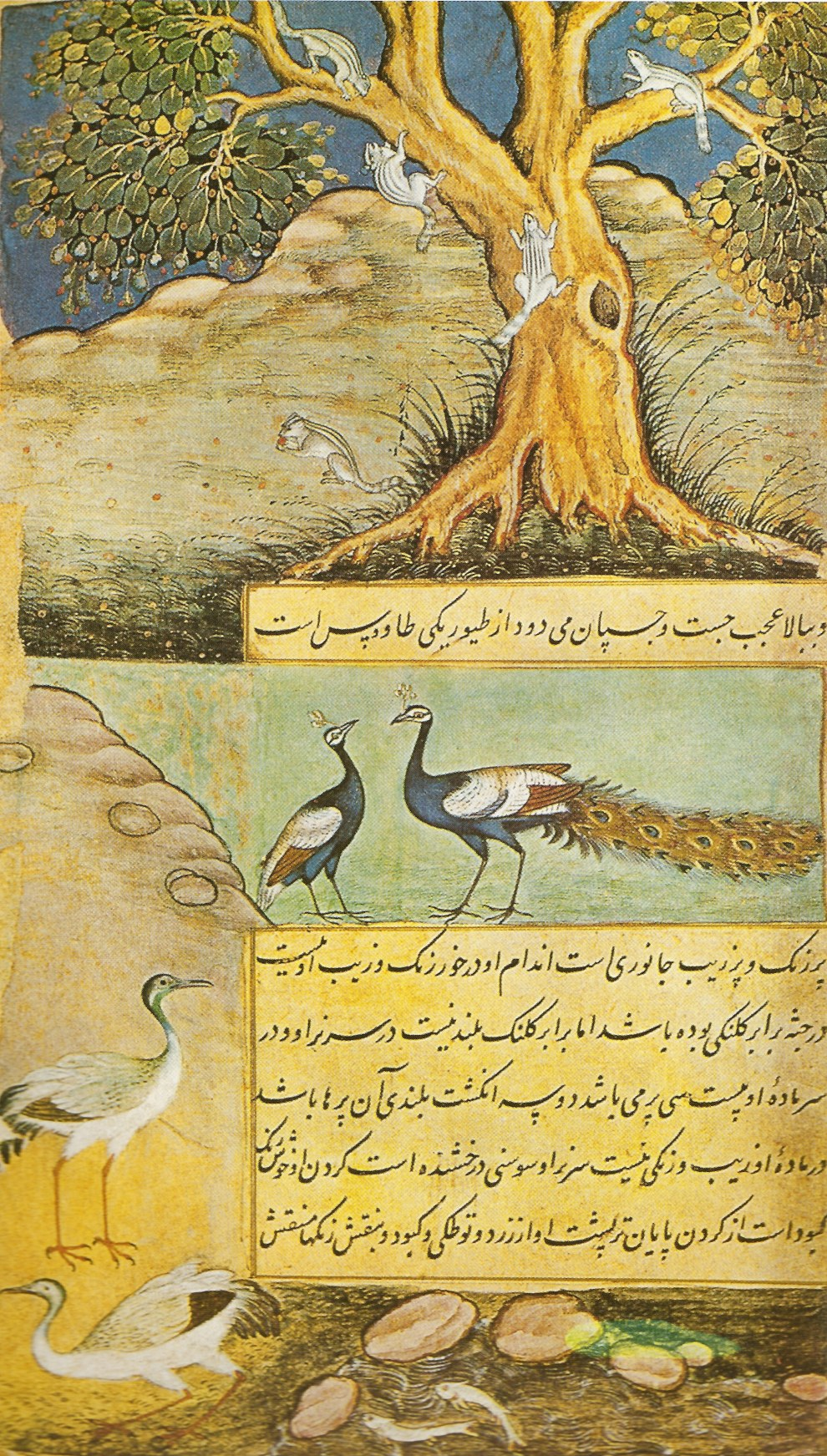
Scène avec des paons et des oiseaux. Miniature avant 1530. National Museum New Delhi.
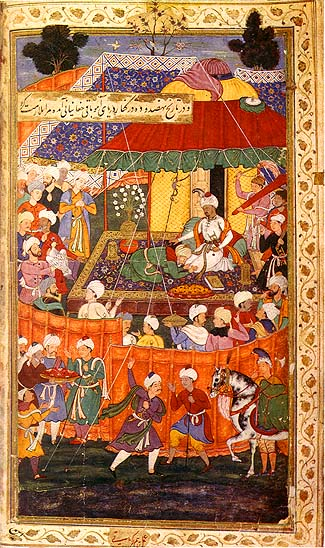
Babur reçoit Baqi Beg Chaghaniyani dans son campement sur les rives de l'Oxus. British Library, entre 1590 et 1593.
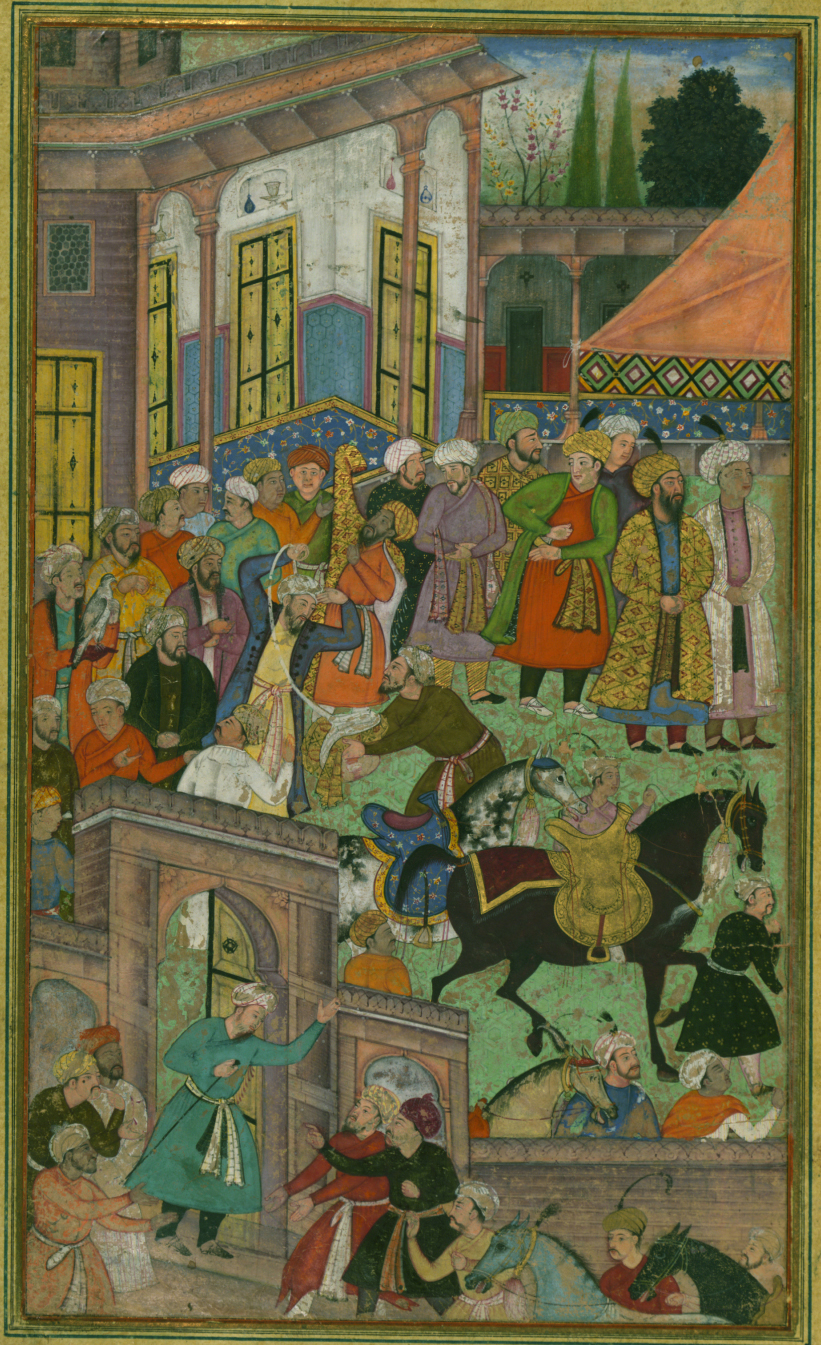
Une cérémonie de remise des prix à la cour du sultan Ibrahim avant une expédition à Sambhal. Miniature fin du XVIe siècle.
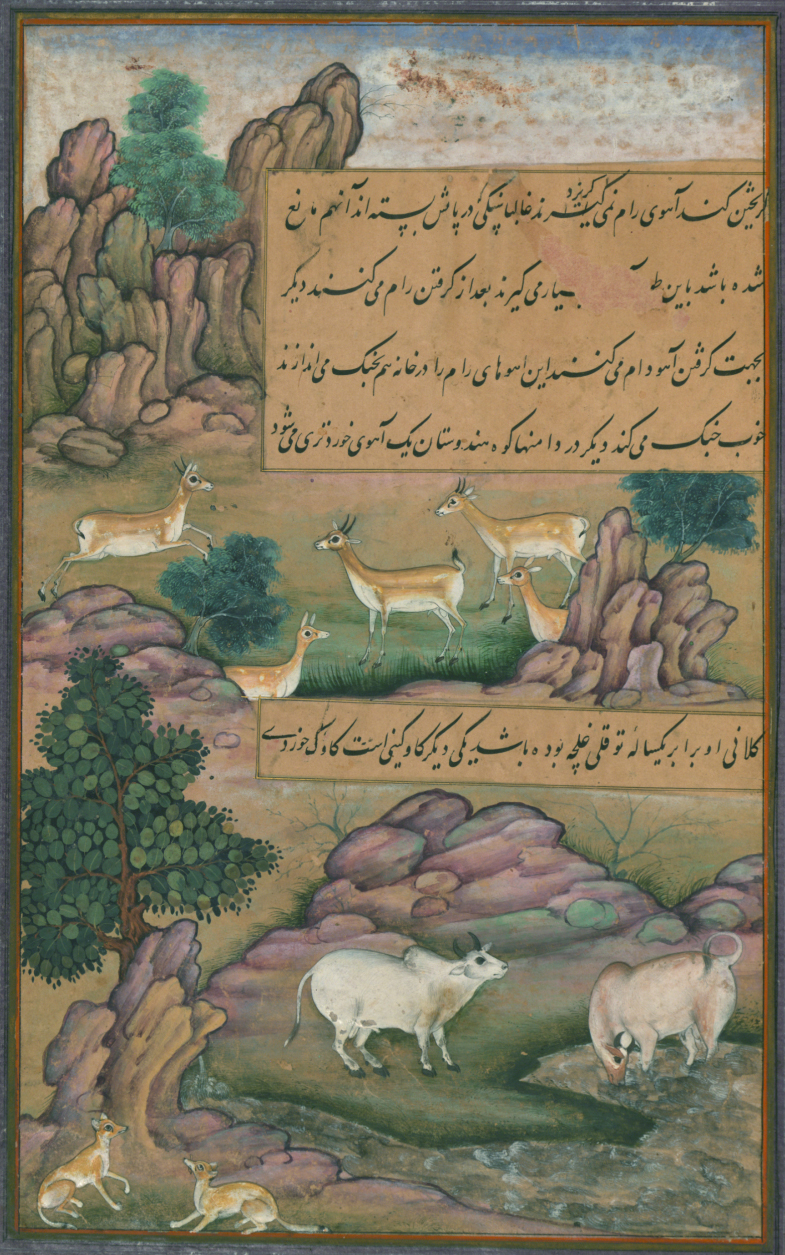
Animaux de l'Hindoustan : petits cerfs et vaches appelées gīnī.  Miniature fin du XVIe siècle.
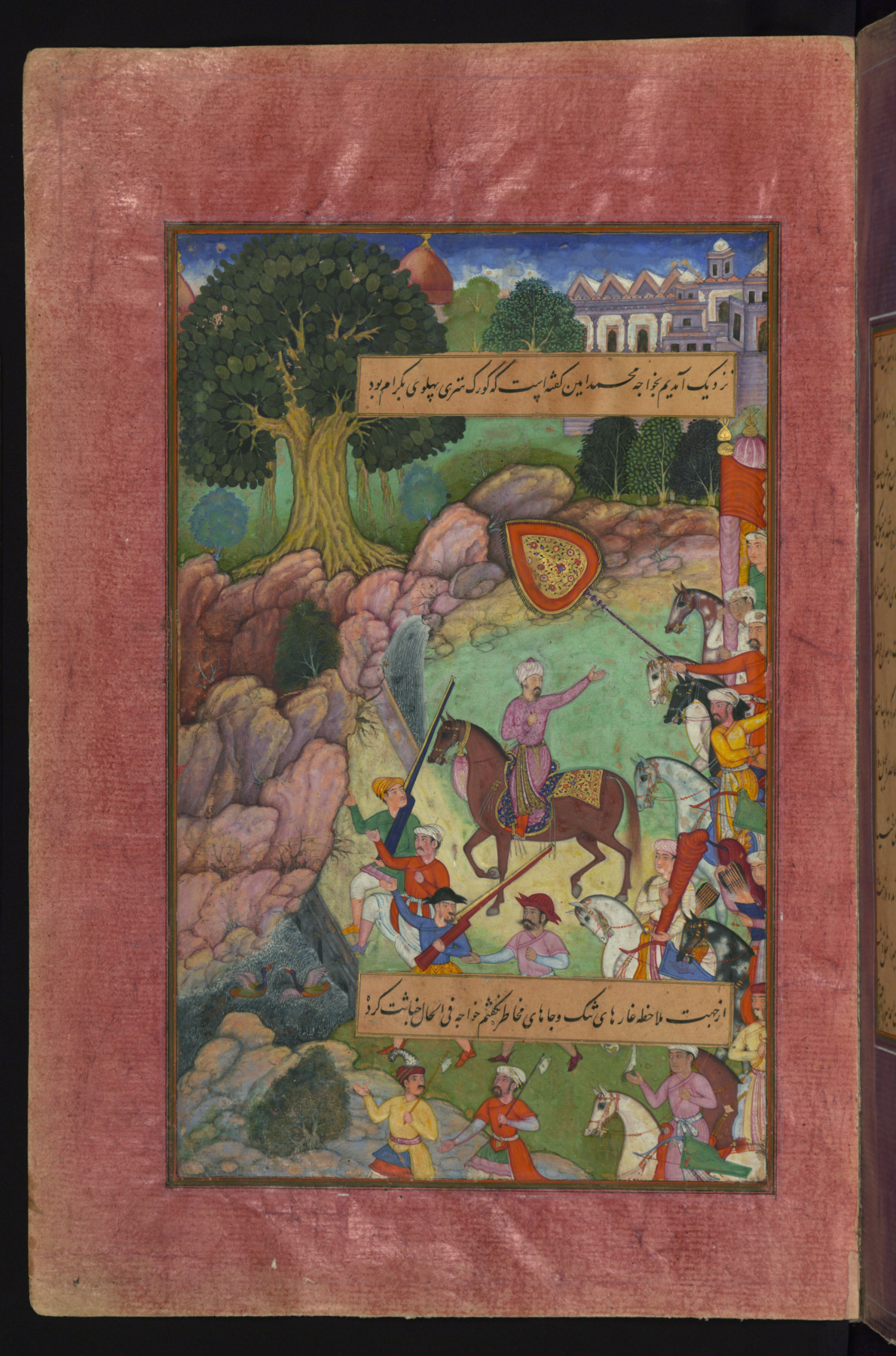
En route vers l'Hindoustan, Babur et ses hommes s'arrêtent pour la nuit avant de traverser l'Indus. Miniature fin du XVIe siècle.
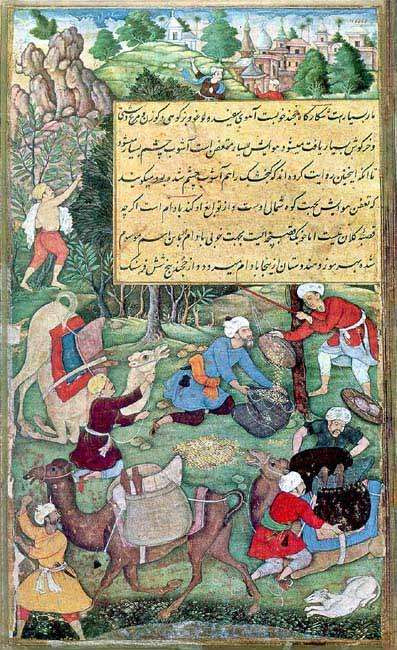
Scène de marché à Kand-i Badam (entre Samarkand et Andizan): pesée et transport d'amandes. Miniature fin du XVIe siècle. National Museum New Delhi.

## Voir aussi

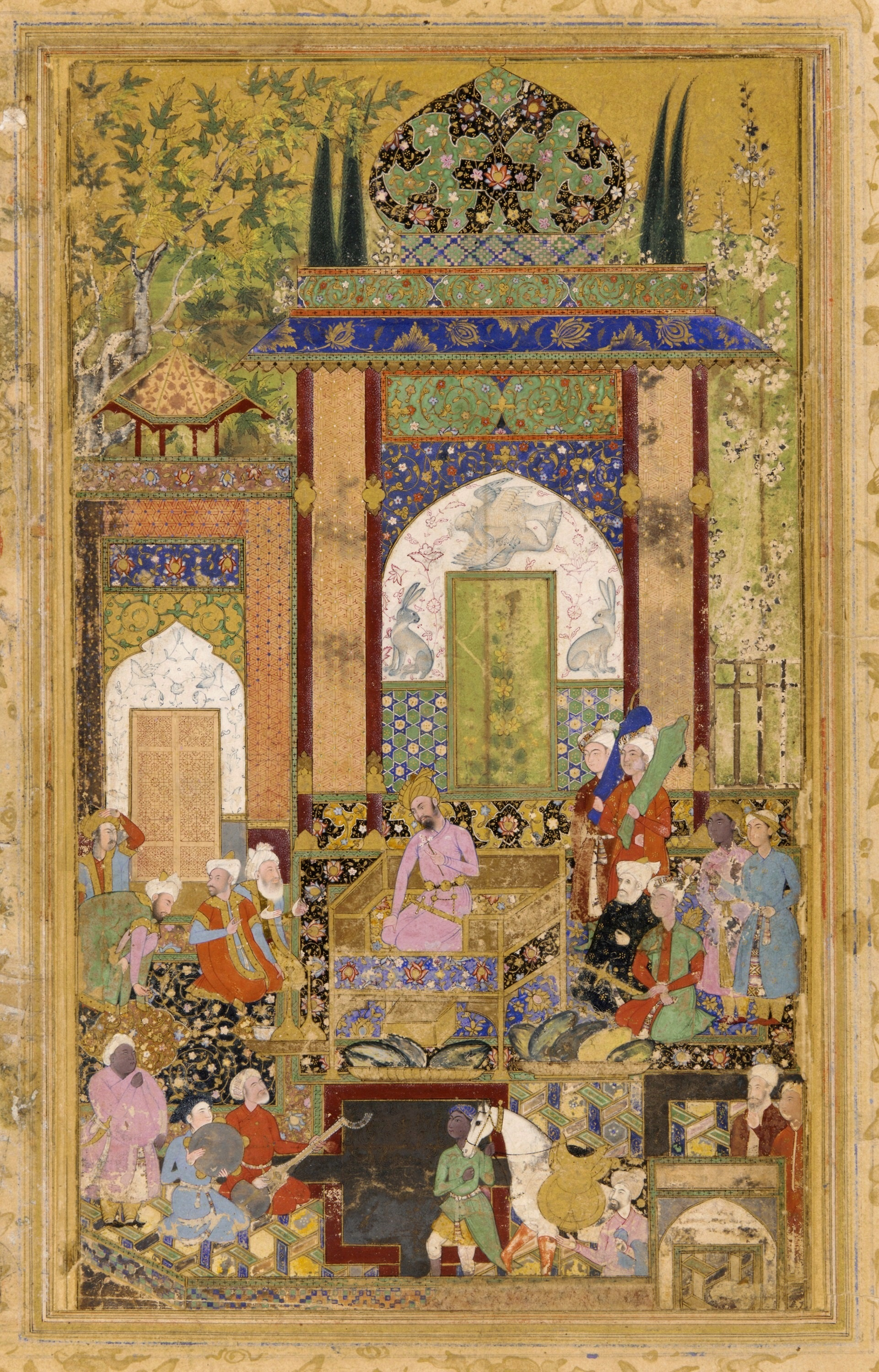
Babour reçoit ses courtisans, miniature de Farroukh Bek (1589), Sackler Gallery (Washington).